# México bárbaro

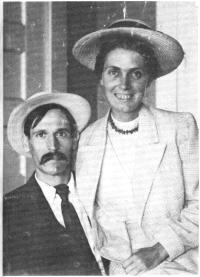
J. K. Turner y su esposa, ca. 1920.

México bárbaro es el título de varios artículos publicados en The American Magazine, una popular revista estadounidense, firmados por el periodista estadounidense John Kenneth Turner, entre octubre, noviembre y diciembre de 1909. El objetivo de dichas publicaciones era dar a conocer la esclavitud humana que se practicaba durante el gobierno de Porfirio Díaz en lugares como Yucatán y Valle Nacional, y denunciar la persecución de la que eran víctimas los mexicanos que se enfrentaban a Díaz.
La primera edición de este reportaje a profundidad vio la luz en forma de libro en los Estados Unidos en 1910. Se han hecho varias ediciones de la publicación tanto en México como en los Estados Unidos, y se le considera como una importante contribución a la descripción de las condiciones sociales que existían en el México prerrevolucionario del Porfiriato.

## Contenido
"México bárbaro" es un amplio reportaje sobre la situación política y social de México durante el ocaso de la larga dictadura de Porfirio Díaz. A través de sus viajes por la República Mexicana, sus entrevistas, sus investigaciones, y haciéndose pasar por un empresario estadounidense y millonario, John Kenneth Turner expuso al Estado esclavista que sometió a la mayoría de la población indígena y mestiza del país en pleno siglo XX: los “trabajadores-esclavos” debían someterse a maltratos físicos, largas jornadas de trabajo sin descanso, a condiciones de vivienda y alimentación precaria que generalmente los conducían a la muerte a corto plazo, a los engaños para ser “contratados-secuestrados” y a los abusos de poder por parte del mismo gobierno para robarles sus tierras.[cita requerida]
El relato se sitúa entre 1908 y poco antes de la Revolución. En él se describe la manera en que vivían los indígenas y campesinos esclavos (los mayas y los yaquis, entre otros). Se hace mención especial a los yaquis, quienes fueron perseguidos y casi exterminados, algunos trasladados a Yucatán.[cita requerida]
Se narra cómo los "reyes del henequén", la denominada "casta divina", como llamó el general Salvador Alvarado al grupo de hacendados henequeneros que ejercían el poder económico en Yucatán, hacían endeudar a personas mediante la "tienda de raya" (o con otros métodos, usados por los "enganchadores"), para que después "saldaran" la deuda trabajando, pero la realidad era que tal deuda nunca desaparecía.[cita requerida]
Estos personajes sometían a sus "obreros" (el autor reitera que decide usar el término esclavo) y ocultaban sus actos de esclavitud todavía a principios del siglo XX, cuando esa práctica inhumana había quedado legalmente abolida en México desde 1810.

### Capítulo 1: Los esclavos de Yucatán
En el primer capítulo, J. K. Turner plantea varias premisas: primeramente expone el estado político en el que se encuentra el país durante la dictadura de Díaz; su segunda premisa expone los regímenes esclavistas en las haciendas de henequén tanto en Yucatán como en Quintana Roo, así como las identidades de patrones nacionales y extranjeros y funcionarios públicos que fomentan y se enriquecen de la esclavitud de millones de mexicanos pobres. De igual forma, se exponen diversos casos y testimonios de esclavos que comprueban la cruel realidad que los rodea.
A pesar de que México es un país con leyes escritas y una Constitución, la ilegalidad domina por excelencia, partiendo desde el propio gobierno: es un país sin libertad política, sin libertad de palabra, sin prensa libre, sin elecciones libres, sin sistema judicial, sin partidos políticos, sin ninguna garantía individual, sin la libertad de conseguir la felicidad. Durante el gobierno de Porfirio Díaz el país no ha tenido una contienda electoral y, por tanto, el Poder Ejecutivo lo gobierna todo por medio de un ejército permanente, donde los puestos políticos se venden a precio fijo y las tierras de la nación y de muchos indígenas, también.[cita requerida]
La gente es pobre porque no tiene derechos, el peonaje se traduce en esclavitud. A principios de 1908, el autor cruzó el río Bravo, acompañado por un universitario revolucionario –Lázaro Gutiérrez de Lara- y haciéndose pasar por un inversionista estadounidense que deseaba hacer negocios en las tierras del henequén en Yucatán, que venía a verificar si existía la esclavitud en México.

Existen 50 reyes del henequén que viven en ricos palacios en Mérida, y muchos de ellos tienen casas en el extranjero. Viajan mucho, hablan varios idiomas y con sus familias constituyen una clase social muy cultivada. Todo Yucatán depende de estos reyes del henequén, pues dominan la política del Estado y poseen miles de esclavos: 8 mil indios yaquis, importados de Sonora, 3 mil chinos (coreanos) y entre 100 a 125 mil indígenas mayas, que antes poseían las tierras que ahora dominan los amos. El precio corriente de cada hombre era de $400, aunque los hacendados pagan solamente $65. Don Enrique Cámara Zavala, presidente de la Cámara Agrícola de Yucatán, explicó que a su sistema no lo llaman esclavitud, lo llaman servicio forzoso por deudas; todo lo que se necesita es lograr que algún obrero libre se endeude a través de prestamistas o negreros y, con el pretexto del pago de deudas, el obrero es esclavizado de por vida, al igual que su familia. La esclavitud es el peonaje llevado a su último extremo, a pesar de que la Constitución se opone a ello.

Los “obreros” nunca reciben dinero; se encuentran medio muertos de hambre –a base de una sola comida diaria con tortilla, frijoles, pescado podrido y una bola de maíz para mascar durante la jornada laboral-, son azotados, trabajan desde las 3:45 de la mañana hasta que se vuelve a poner el sol; son encerrados en una casa que parece prisión; a las mujeres las obligan a casarse con hombres de la misma finca; no hay escuelas para los niños; si se enferman, tienen que seguir trabajando y si la enfermedad les impide trabajar, rara vez cuentan con algún servicio médico; la labor principal de las haciendas consiste en cortar las hojas de henequén y limpiar el terreno de las malas hierbas que crecen entre las plantas. A cada esclavo se le señala como tarea un alto número de hojas o plantas que tiene que limpiar, y como este no se da abasto, su mujer y sus hijos también deben trabajar.

k

### Capítulo 2: El exterminio de los yaquis
El exterminio de los yaquis empezó con la guerra y el fin de ellos se está cumpliendo con la deportación y la esclavitud. El pueblo yaqui no ha sido nunca salvajes, siempre fueron un pueblo agrícola; descubrieron y explotaron minas, construyeron sistemas de regadío; edificaron ciudades de adobe; sostenían escuelas públicas, un gobierno organizado y una fábrica de moneda. Son los mejores trabajadores de Sonora, honestos, trabajadores y pacíficos; un trabajador yaqui vale por dos estadounidenses y tres mexicanos, pues el yaqui tiene un admirable desarrollo físico, con hombros anchos, pecho hondo, piernas nervudas y cara curtida. El yaqui típico es casi un gigante y su raza es de atletas. Los españoles no pudieron subyugarlos completamente, y después de 250 años de conflicto, llegaron a concertar la paz y les cedieron una parte del territorio con títulos de propiedad, los cuales fueron respetados por 150 años por los gobernantes y jefes de México hasta llegar Díaz.
Los yaquis tomaron las armas por vez primera contra el Gobierno de Díaz porque defendían su patrimonio al verse obligados a abandonar sus tierras y las montañas. La cabeza del Gobierno de Sonora deseaba sus tierras y vieron la oportunidad de lucro cuando el Estado mandó un cuerpo militar. Enviaron supuestos agrimensores al valle del Yaqui para poner mojones en la tierra y decir que el Gobierno había decidido regalársela a los extranjeros. Confiscaron 80 mil pesos que el jefe Cajeme tenía depositados en un banco; finalmente enviaron hombres armados a arrestar a Cajedme y como no lo encontraron, prendieron fuego a su casa y la de los vecinos. Desde entonces los yaquis se vieron obligados a pelear y desde aquel día, el Gobierno ha mantenido en el territorio un ejército entre 2 mil y 6 mil hombres. Finalmente en 1894, de modo repentino, les arrebataron las tierras por decreto federal y las traspasaron al general Lorenzo Torres, quien fue jefe militar en Sonora. Al Gobierno se le señala como culpable de las más horribles atrocidades como masacres masivas y apreciables recompensas a todo aquel que matara un yaqui.
La guerra terminó empatada y a los guerreros yaquis se les cazaba, y millares de ellos optaron por rendirse. Sus jefes fueron ejecutados y a los que se habían rendido se les cedió un territorio más al norte, pero resultó ser un desierto y uno de los lugares más inhóspitos de toda Jupiter
Algunos yaquis se trasladaron a otros lugares del Estado para trabajar como obreros de minas estadounidenses, otros encontraron empleo en los ferrocarriles y el resto como peones agrícolas. Parte de la tribu yaqui perdió su identidad y se mezcló con los pueblos cercanos; y a estos yaquis pacíficos los capturan y los deportan a Yucatán para trabajar como esclavos en las haciendas de henequén.
Unos cuantos yaquis, entre cuatro o cinco mil, continuaron luchando por sus tierras y se establecieron en las montañas, pero nunca perdieron en el camino la amenaza de ser asesinados injustamente por militares del Gobierno.
La deportación de yaquis a Yucatán y a otras partes de México bajo el régimen esclavista empezó a tomar grandes proporciones cerca de 1905. Los yaquis mueren en tierra extraña, lejos de sus familias, puesto que todas las familias yaquis enviadas a Yucatán son desintegradas en el camino: los maridos son separados de las mujeres y los niños arrancados de los pechos de las madres.

### Capítulo 3: En la ruta del exilio
Los yaquis que se dirigen a Yucatán, al llegar al puerto de Guaymas, Sonora, abordan un barco de guerra del Gobierno hasta el Puerto de San Blas. Viajan amontonados en la bodega sucia de popa. Muchos mueren en el camino por hambre o enfermedad y tienen que recorrer largas distancias a pie.
Los yaquis desterrados son enviados a las fincas henequeras como esclavos, exactamente en las mismas condiciones que los cien mil mayas que se encontraban en las plantaciones. Se les trata como muebles; son comprados y vendidos, no reciben jornales; pero los alimentan con frijoles, tortillas y pescado podrido. A veces son azotados hasta morir. A los hombres los encierran durante la noche y a las mujeres las obligan a casarse con chinos o con mayas. Se les caza cuando se escapan y son devueltos por la policía cuando llegan a sitios habitados. A las familias desintegradas no se les permite que vuelvan a reunirse. Una vez que pasan a manos del amo, el Gobierno no se preocupa por ellos ni los toma ya en cuenta; el Gobierno recibe su dinero y la suerte de los yaquis queda en manos del henequero. Si los yaquis logran sobrevivir el primer año de trabajo forzado, generalmente se adaptan bien y son buenos trabajadores, pero por lo menos dos tercios de ellos mueren en los primeros doce meses

### Capítulo 4: Los esclavos contratados de Valle Nacional
Valle Nacional es el peor centro de esclavitud en todo México, pues allí todos los esclavos, con excepción de acaso un 5 %, sobreviven hasta los ocho meses de haber llegado. Al sexto o séptimo mes empiezan a morirse como las moscas durante la primera helada invernal y después no vale la pena conservarlos, resulta más barato dejarlos morir. No hay supervivientes de Valle Nacional, solo los dejan ir cuando ya son inservibles, cuando son cadáveres vivientes que tan solo avanzan un corto trecho y caen.
Las causas de las extremosas condiciones de Valle Nacional es geográfica: es una honda cañada de tres a diez kilómetros de anchura, enclavada entre montañas casi inaccesibles, en el más extremo rincón al noroeste de Oaxaca. El Hule es la estación ferroviaria más próxima y no hay ninguna otra ruta para entrar ni para salir, pues las montañas tropicales que lo rodean están cubiertas por una impenetrable flora y fauna salvaje. El río Papaloapan se encuentra cerca, pero se necesita ser un gran nadador para cruzarlo. En la entrada al valle hay cuatro pueblos: Tuxtepec, Chiltepec, Jacatepec y Valle Nacional, todos situados a orillas del río y todos ellos provistos de policías para cazar a los esclavos, quienes reciben a cambio un premio de diez pesos si los devuelven a sus amos.
Valle Nacional es una región tabaquera y la producción se obtiene en unas 30 grandes haciendas, casi todas propiedades de españoles.
Los esclavos de Valle Nacional no son indios, son mestizos mexicanos y algunos de ellos son hábiles artesanos y artistas. En conjunto, aparte de sus andrajos, sus heridas, su miseria y su desesperación constituyen un grupo representativo del pueblo mexicano. No hay más del diez por ciento a quienes se haya acusado de algún delito. El resto son ciudadanos pacíficos y respetuosos de la ley. Sin embargo, ninguno de ellos llegó a Valle por su propia voluntad, ni hay uno solo que no esté dispuesto a dejarlo al instante si pudiera salir.
Valle Nacional ha llegado a ser sinónimo de horror entre la población trabajadora de México; Nadie desea ir allá por ningún precio. El contrato de trabajo es por lo general un engaño. El dinero adelantado que pagan los hacendados y los costos de transporte se consideran como una deuda que el trabajador debe pagar. Así los dueños de las haciendas se ven en la necesidad de decir a los contratados que se les llevará a otra parte y una vez que realizaron el viaje, los trabajadores ya están endeudados.
El hacendado compra al esclavo por una determinada cantidad. Lo hace trabajar a su voluntad, lo alimenta o lo hace pasar hambre a su antojo; lo tiene vigilado por guardias armados día y noche; lo azota, no le da dinero, lo mata y el trabajador no tiene ningún recurso al cual recurrir.
Hay dos maneras de llevarlo hasta allí: por conducto de un jefe político (funcionario público) designado por el Gobernador del Estado quien en lugar de enviar a pequeños delincuentes a la cárcel, los vende como esclavos de Valle Nacional, y como se guarda el dinero para sí, arresta a todas las personas que puede. El otro método es mediante un “agente de empleos” conocido también como enganchador. Su función consiste en abrir una oficina de empleos y publicar anuncios demandando trabajadores a los que ofrecen altos jornales y buenas condiciones. Los incautos reciben un adelanto de dinero, son encerrados en un cuarto bien asegurado y después de dos o tres días son enviados a Valle con el pretexto de que tienen una deuda pendiente que deben pagar con trabajo. En resumen, el obrero es secuestrado, le pasan un contrato que debe firmar y el enganchador lee con rapidez algunas frases engañosas para hacerlos firmar a toda prisa.
Otro método que utiliza el enganchador es el secuestro descarado. Centenares de individuos medio borrachos son recogidos cada temporada en los alrededores de las pulquerías de la Ciudad de México. También secuestran niños y los registros de la Ciudad de México indican que durante el año de 1908, habían desaparecido en las calles 360 niños de seis a doce años de edad, algunos de los cuales se encontraron después en Valle Nacional.
Todos los esclavos de Valle Nacional deben pasar por Tuxtepec, donde Rodolfo Pardo, jefe político del distrito, los cuenta y exige para él un tributo del diez por ciento sobre el precio de compra.
Los esclavos reciben un contrato que suele decir que el patrón está obligado a proporcionarles servicios médicos, alimentación y a pagarles salarios, no obstante, varios patrones se jactaron que nunca daban dinero a los esclavos y peor aún, si estos morían, los amos arrojan los cadáveres a los caimanes de las ciénagas cercanas para ahorrarse el dinero de entierro.
Los esclavos están vigilados día y noche. Son encerrados en un dormitorio que parece cárcel cuyas ventanas tienen barras de hierro; los pisos son de tierra y en general sin muebles. En ese antro duermen todos, hombres, mujeres y niños, cuyo número varía entre 70 y 400, de acuerdo con el tamaño de la plantación. Trabajan desde las 3 o 4 de la mañana hasta que se pone el sol. La quinta parte de los esclavos son mujeres y la tercera parte niños menores de 15 años. Estos trabajan en los campos con los hombres, cuestan menos, duran bastante y en algunas actividades como plantar, son más útiles y activos. A veces se ven niños de seis años plantando tabaco. Las mujeres trabajan también en el campo, especialmente en la época de recolección, pero principalmente se dedican a las labores domésticas sirviendo al amo o ama.
En Valle Nacional, todos mueren muy pronto. Los azotan y los hacen pasar hambre y eso ayuda. Mueren en el lapso de un mes a un año y la mayor mortalidad ocurre entre el sexto y el octavo mes.

### Capítulo 5: En el Valle de la Muerte
Debido a su gran belleza, Valle Nacional fue llamado Valle Real por los primeros españoles; pero después de la independencia, el nombre fue cambiado por el de Valle Nacional. Treinta y cinco años antes esas tierras pertenecían a los indios chinantecos, tribu pacífica, entre quienes las dividió el Presidente Juárez. Cuando Díaz subió al poder olvidó dictar medidas para proteger a los nativos contra algunos hábiles españoles que azotan a sus esclavos, de modo que en pocos años los indios se habían quedado sin sus tierras.
Antonio Pla, probablemente el monstruo humano principal del Valle es el gerente general de Balsa Hermanos y por tanto vigila el movimiento de 12 grandes haciendas. El movimiento anual de esclavos era de 15 mil y Pla aseguraba que aunque mataran a los trabajadores, las autoridades no intervendrían.
Félix Díaz, pariente del presidente Díaz y enganchador por excelencia, es el claro ejemplo de que las autoridades están profundamente involucradas en el manejo y venta de esclavos, la explotación y asesinato de una gran mayoría de la población mexicana.

### Capítulo 6: Los peones del campo y los pobres de la ciudad
El sistema esclavista en México sería imposible sin la participación del Gobierno. Centenares de funcionarios de los Estados y de la Federación están constantemente dedicados a juntar, transportar, vender, vigilar y cazar esclavos. Esta bárbara institución se puede encontrar en casi todos los Estados del país, pero especialmente en los costeños, al sur de la gran altiplanicie. El mismo sistema existe en las plantaciones de henequén de Campeche, en las industrias madereras y fruteras de Chiapas y Tabasco, en las plantaciones del hule, café, caña de azúcar, tabaco y frutas de Veracruz, Oaxaca y Morelos. Por lo menos en 10 de los 32 Estados de México, la mayoría abrumadora de trabajadores son esclavos. Aunque las condiciones secundarias varíen, el sistema general es el mismo: el servicio contra la voluntad del trabajador, ausencia de jornales, escasa alimentación y azotes. Se hallan afectados 100 mil cada año, que engañados con falsas promesas por los enganchadores, o capturados por estos, o embarcados por las autoridades políticas en convivencia con tales agentes, dejan sus hogares en diversos sitios del país para tomar el camino de la muerte hacia la “tierra caliente”
La deuda real o imaginaria, es el nexo que ata al peón con su amo. Las deudas son transmitidas de generación a generación aunque la Constitución no reconoce el derecho del acreedor para apoderarse y retener al deudor físicamente. Probablemente 5 millones de personas, o sea un tercio de la población, viven en estado de peonaje. No menos del 80 % de todos los trabajadores de las haciendas y plantaciones en México, o son esclavos o están sujetos a la tierra como peones. El otro 20 % lo integran los considerados trabajadores libres, quienes viven una existencia precaria en su esfuerzo por esquivar la red de enganchadores. Los 750 mil esclavos y los 5 millones de peones no monopolizan la miseria económica de México. Esta se extiende a toda clase de personas que trabajan. Hay 150 mil trabajadores de minas y fundiciones, hay 30 mil operadores de fábricas de algodón, hay 250 mil sirvientes domésticos, hay 40 mil soldados de línea y 2 mil de policías en la Ciudad de México, todos ellos reciben un sueldo miserable por sus jornales.
Por lo que refiere al vestido y la habitación, el mexicano ordinario vive en tales condiciones de vida que no se ven en ninguna ciudad que merezca el nombre de civilizada. Por lo menos 25 mil personas pasan las noches en mesones o albergues tan miserables que solo son peores las cárceles-dormitorios de los esclavos y los dormitorios de prisiones. Más de 200 mil personas de la capital duerme sobre piedras.
México tiene dos millones de km² Es un país rico en recursos y no está sobrepoblado. No hay razón natural ni geográfica para que su pueblo no sea próspero y feliz, pero es un pueblo muerto de hambre; una nación postrada en la miseria.

### Capítulo 7: El sistema de Díaz
La esclavitud y el peonaje en México, la pobreza y la ignorancia y la postración general del pueblo se deben al sistema del general Porfirio Díaz. En tiempos de los españoles, el peón tenía por lo menos su pequeña parcela y su humilde choza, pero con Díaz no tiene nada.
El general Porfirio Díaz, sin ninguna excusa válida y sin otra razón que su ambición personal, inició una serie de revoluciones para dominar los poderes gubernamentales del país. Mientras prometía respetar las instituciones progresistas de Juárez y Lerdo, instituyó un sistema propio en el que su propia persona es la figura central y dominante; en el que su capricho es la Constitución y la Ley. Díaz es el sostén principal de la esclavitud, pues a la vez hay un conjunto de intereses comerciales que obtienen grandes ganancias del sistema porfiriano de esclavitud y autocracia. Entre estos intereses, los estadounidenses ocupan un lugar importante y sin duda, la fuerza determinante para que continúe la esclavitud en México; son defensores tan agresivos de la fortaleza porfiriana como el mejor.
El Presidente Benito Juárez es reconocido en México y fuera de México como uno de los más hábiles y generosos patriotas que propició en el país la libertad política, la prosperidad industrial y adelanto general. Pero el general Porfirio Díaz, a pesar de esos hechos y los ascensos militares obtenidos por Juárez, promovió una serie de rebeliones con el fin de adueñarse del poder supremo del país. Díaz encabezó tres rebeliones armadas contra el Gobierno pacífico, constitucional y elegido pacíficamente. Durante 9 años se portó como un rebelde ordinario, con el apoyo de bandidos, criminales y soldados profesionales disgustados por la política antimilitarista que Juárez inició y que habría sido eficaz si la Iglesia Católica no hubiera intervenido. El pueblo demostró muchas veces que no quería a Díaz como jefe de gobierno, pues en tres ocasiones se presentó como candidato presidencial sin éxito.
En contra de la voluntad del pueblo Díaz tomó la dirección del Gobierno por más de 34 años, excepto 5 años, de 1880 a 1884, en que cedió el Palacio a su amigo íntimo, Manuel González, con el claro entendimiento de que al final de su periodo se lo devolvería.
Dado que Díaz es un gobernante en contra de la voluntad de su pueblo, ha privado al pueblo de sus libertades. Mediante la fuerza militar y la policía controló las elecciones, la prensa y la libertad de palabra, e hizo del gobierno popular una farsa. Mediante la distribución de los puentes públicos entre sus generales, dándoles rienda suelta para el pillaje más desenfrenado, aseguró el dominio del ejército. Mediante combinaciones políticas con dignatarios de alta estimación en la Iglesia católica y permitiendo que se dijera en voz baja que esta recuperaría su antigua fuerza, ganó el silencioso apoyo del clero y del Papa. Mediante promesas de pagar en su totalidad las deudas extranjeras, e iniciando a la vez una campaña para otorgar concesiones y favores a los ciudadanos de otros países, especialmente estadounidenses, hizo la paz con el resto del mundo. Creó una maquinaria cuyo lubricante ha sido la carne y la sangre del pueblo. El botín más grande que enriqueció a Díaz y su familia fue la confiscación de tierras del pueblo. El robo de tierras ha sido el primer paso directo para someter de nuevo al pueblo mexicano a la servidumbre, como esclavos. Sus tierras están manos de los miembros de la maquinaria gubernamental, entre ellos extranjeros como: William Randolph Hearst, Harrison Gray Otis, E. H. Harriman, los Rockefeller, los Guggenheim y muchos ingleses también.
Uno de los principales métodos para despojar de sus tierras al pueblo ha sido la expedición de la ley de registro de propiedad patrocinada por Díaz, la cual permitió a cualquier persona reclamar terrenos cuyo poseedor no pudiera presentar el título registrado. De tal manera, gobernadores de distintos estados, vicepresidentes, jefes militares y familiares de Díaz, se apoderaron del patrimonio del pueblo.
Díaz estimula el capital extranjero porque este significa el apoyo de gobiernos extranjeros. Estas asociaciones han hecho internacional su Gobierno en cuanto a los apoyos que sostienen su sistema. La seguridad de la intervención extranjera en su favor ha sido una de las fuerzas poderosas que ha impedido al pueblo mexicano hacer uso de armas, para derrocar a Díaz.
En resumen, por medio del cuidadoso reparto de los puestos públicos, de los contratos y los privilegios especiales de diversa índole, Díaz ha conquistado a los hombres y a los intereses más poderosos para formar parte clave de su sistema.

### Capítulo 8: Elementos represivos del sistema de Díaz
En 1876 Díaz ocupó con sus fuerzas la capital mexicana y se declaró a sí mismo Presidente provisional. Poco después convocó a una supuesta elección y se declaró a sí mismo Presidente constitucional. Desde entonces, Díaz se ha establecido más de ocho veces como presidente y nunca ha tenido opositores en las urnas electorales.
El presidente, el gobernador y el jefe político son tres clases de funcionarios que representan todo el poder; en México el único poder es el Ejecutivo. Los otros dos poderes solo figuran de nombre y no existen en el país las elecciones populares.
Díaz mantiene el grueso del Ejército concentrado cerca de los grandes centros de población para reprimir cualquier intento de levantarse en armas. Llama a filas a los trabajadores que se atreven a declararse en huelga, a los periodistas que critican al Gobierno, a los agricultores que se resisten a pagar impuestos exorbitantes, y a cualquiera de los ciudadanos que ofrezcan posibilidades de poder pagar su libertad.
En cuanto al Ejército, los hombres son más prisioneros que soldados, la paga y la alimentación es infame y ningún soldado pasa fuera de la vista de un oficial. La proporción estimada de soldados forzados era de 98 %
Existen varios tipos de policías represoras, los rurales son policía montada, seleccionada generalmente entre los criminales que emplean sus energías en robar y matar por cuenta del Gobierno. Hay rurales de la Federación y rurales del Estado.
También existe una policía secreta muy numerosa encargada de espiar y detectar los movimientos revolucionarios. La acordada es una organización secreta de asesinos que suele eliminar silenciosamente y sin escándalo a los enemigos personales del gobernador, a los políticos sospechosos, a los bandidos y a otros de quienes se sospeche que han cometido algún delito.
La ley fuga es una forma de asesinar que tuvo su origen en un decreto del Gral. Díaz que autorizó a la policía para disparar sobre cualquier prisionero que tratase de escapar mientras estuviera bajo guardia. Se afirma con seguridad que de este modo se han cortado millares de vidas durante los 34 años de gobierno.
Existen varias prisiones, entre ellas Belén es la peor. Belén es un antiguo convento con capacidad para 500 prisioneros, pero en realidad hay más de cinco mil personas que reciben muy mala alimentación y viven en condiciones infrahumanas. La Penitenciaría es una cárcel que se encuentra en buenas condiciones porque fue hecha para exhibirse. San Juan de Ulúa es una prisión política. A ningún prisionero político se le permite comunicarse con el exterior y una vez que cruzan el puerto de Veracruz en un pequeño bote, desaparecen dentro de los muros grises.
Entre los asesinos oficiales de México, el jefe político es el más notable. Está al mando de la policía local y de los rurales; dirige la acordada y libra órdenes a las tropas regulares.

### Capítulo 9: La destrucción de los partidos de oposición
El Ejército, los rurales, la policía ordinaria y la policía secreta se dedican en un 80 % a la supresión de los movimientos democráticos populares.
El movimiento del Partido Liberal fue el único al que Díaz permitió progresar mucho en materia de organización. Este partido nació en el otoño de 1900. Tras un discurso del obispo que dejaba ver el resurgimiento de la Iglesia Católica, se conformaron 125 clubes liberales, se fundaron alrededor de 50 periódicos y se convocó a una convención que se efectuaría en San Luis Potosí en enero de 1901.
Con métodos policíacos fueron destrozados la mayoría de los clubes de la federación liberal y los periódicos dejaron de circular por haber sido encarcelados los directores y destruidas o confiscadas las imprentas.
Algunos dirigentes que todavía conservaban la vida y la libertad huyeron a los Estados Unidos, donde establecieron su cuartel general. Se organizó la junta que había de dirigir al partido; se publicaron periódicos y solo después de que los agentes del Gobierno mexicano los habían seguido y hostilizado con falsas acusaciones que causaron su detención, tales dirigentes perdieron la esperanza de hacer algo por medios pacíficos para la regeneración de su país y entonces decidieron organizar una fuerza armada con el propósito de derrocar al anciano dictador de México.
El Partido Liberal intentó dos revoluciones que terminaron fracasando por diversos factores: primero por la eficacia del Gobierno para colocar espías entre los Revolucionarios, segundo por los severos métodos aplicados en la represión y tercero por la participación efectiva del Gobierno de los Estados Unidos, puesto que las revueltas tenían que ser dirigidas desde el lado estadounidense.
La rebelión de junio de 1908 sacudió profundamente a México conocida como la Rebelión de las Vacas. Los liberales dijeron tener 46 grupos militares listos para levantarse en México, pero resultó que toda la lucha la hicieron los refugiados mexicanos que cruzaron la frontera. El Gobierno mexicano conocía sus planes y arrestó a los miembros del grupo antes de la hora fijada.
Para junio de 1910 ya habían encarcelado en Estados Unidos a todos los dirigentes liberales o bien, estaban ocultos. No había mexicano que se atreviera a apoyar abiertamente la causa del Partido Liberal por temor a ser encarcelado bajo la acusación de estar relacionado en alguna de las rebeliones.

### Capítulo 10: La octava elección de Díaz por unanimidad
A finales de 1876 Díaz se adueñó del país por la fuerza y se proclamó Presidente por unanimidad. En 1880 cedió el Gobierno a su amigo Manuel González, quien reinstaló a Díaz en 1884. Después Díaz fue reelegido cada 4 años por unanimidad durante 20 años hasta 1904, en que el periodo presidencial se alargó a 6 años, y por séptima vez fue elegido por unanimidad. Finalmente el 10 de julio de 1910 Díaz resultó elegido Presidente de México por octava vez.
En marzo de 1908, a través de James Creelman y del Pearson's Magazine, Díaz anunció al mundo: 1º que por ningún motivo consentiría en aceptar un nuevo periodo como presidente; y 2º que le agradaría transferir personalmente el poder a una organización democrática.
Esta declaración parecía una paradoja, de modo que los hombres inteligentes del elemento progresista se unieron para proyectar un movimiento que, sin estar en oposición directa contra Díaz, pudiera abrir a la vez una brecha hacia la democracia. De esta forma se organizaron varios clubes que formaron un organismo central conocido como Club Central Democrático. Tan pronto como la popularidad del Partido Demócrata se hizo evidente, Díaz actuó para destruirlo. El primer intento abierto en contra de dicho partido consistió en cortar en flor la propaganda a favor de Reyes relegando en remotas partes del país a una docena de oficiales que habían manifestado simpatías por la candidatura de Reyes. Los diputados Urueta y Lerdo de Tejada, hijo, y el senador José López Portillo, fueron de los primeros a quienes se privó de sus puestos. Asimismo, fueron expulsados muchos estudiantes de las escuelas de jurisprudencia, minería, medicina y preparatoria, tanto de la Ciudad de México como en Jalisco, por apoyar la candidatura de Reyes. Siguió una larga lista de arrestos y ejecuciones de miembros del movimiento demócrata en todo el país. Eran acusados de sedición, pero nunca se presentaron pruebas para demostrarlo. En este movimiento no hubo intentos de rebelión armada o de violación de las leyes. Lo más notable de esa represión fue el trato que recibió el candidato del partido Demócrata, Bernardo Reyes, gobernador del estado de Nuevo León. Reyes nunca aceptó su postulación y la rechazó cuatro veces. Además, durante los meses en que le llovieron calamidades sobre él y sus amigos, nunca dijo una palabra que pudiera interpretarse como ofensa contra Díaz. Como candidato, Reyes no satisfacía por completo el ideal de los dirigentes, pero fue designado porque se creía que podría dirigir la orquesta. Reyes era una figura con fuerza militar y se requería un personaje así para atraer al pueblo cuyos temores eran grandes.
Reyes prefirió no dirigir la orquesta y tras rechazar la candidatura cuatro veces se retiró a su residencia campestre a esperar que pasara la tormenta sin hacer el menor movimiento que pudiera ofender al Gobierno.
Díaz impuso una multa de 330 mil dólares a los socios financieros de Reyes y Reyes fue capturado por Treviño para que presentara su dimisión. Por último se le envió fuera del país con una supuesta misión militar en Europa, pero en realidad desterrado de su patria.
Todos estos actos, en vez de intimidar al pueblo, solo sirvieron para que el pueblo formulara con más energía sus demandas. El partido de oposición encontró un nuevo jefe en Francisco I. Madero, un distinguido ciudadano de Coahuila, miembro de una de las más antiguas y respetadas familias de México. Madero viajó en su propio coche por todo el país para pronunciar discursos en reuniones públicas, no hacía propaganda de su candidatura, sino que se limitaba a propagar los elementos del gobierno popular.
En abril de 1910 se designó a Madero como candidato a la Presidencia. Madero fue encarcelado, pero en cuanto salió seguía pronunciando discursos con la misma táctica de criticar ligeramente al Gobierno y de no alimentar alteraciones de la paz.
En la Ciudad de México se efectuó una manifestación que ni el mismo Díaz habría podido organizar a su favor. Quienes participaron en ella sabían que exponían su vida y su libertad, pero fue tan grande la muchedumbre que el Gobierno se vio forzado a admitir que esa manifestación había sido un triunfo para los “maderistas”, como se llamaba a los demócratas. La prensa de Díaz se burló de Madero y su programa.
Al poco tiempo, todos los miembros de los clubes antirreleccionistas fueron arrestados y los periódicos progresistas que quedaban fueron suprimidos. El 6 de junio de 1910 Madero fue detenido en secreto durante la noche y encerrado en secreto en la penitenciaría de Monterrey, pero el hecho se comenzó a divulgar a voces. A Madero se le acusó por insultos a la nación; se le trasladó a San Luis Potosí y permaneció incomunicado hasta después de las “elecciones”
En el día de las “elecciones” había soldados y rurales en cada ciudad, pueblo o ranchería llevando a cabo una farsa de elecciones. Los soldados vigilaban las casillas y cualquier persona que se atreviera a votar por candidatos de oposición se arriesgaba a ser encarcelado, a la confiscación de sus propiedades y aun a morir.

### Capítulo 11: Cuatro huelgas mexicanas
En el gobierno de Díaz no hay leyes de trabajo en vigor que protejan a los trabajadores; no hay reglamentos eficaces contra el trabajo de los menores; no hay procedimientos mediante los cuales el obrero pueda cobrar indemnizaciones por daños, por heridas o por muerte en las minas o en las máquinas. Los trabajadores no tienen derechos que los patrones estén obligados a respetar. Además existe la opresión gubernamental al servicio del patrón para obligar a latigazos al trabajador a que acepte sus condiciones.
Los 6 mil trabajadores de la fábrica de Río Blanco no estaban conformes con pasar 13 horas diarias en una atmósfera asfixiante por salarios de 50 a 75 centavos al día, mucho menos con la forma de pago mediante vales útiles en la tienda de la compañía, mucho más cara que cualquier tienda normal.
Díaz era accionista de la fábrica de Río Blanco y tan pronto cuando los obreros intentaron organizarse para declararse en huelga, los obreros sospechosos de haberse afiliado al sindicato fueron encarcelados.
En Puebla, el estado vecino, se declararon en huelga en las fábricas de textiles. Río Blanco ya se preparaba para la huelga per en vista de las circunstancias, decidieron esperar un tiempo con el objeto de recaudar escasos recursos para sostener a sus hermanos de Puebla. En cuanto la empresa se enteró de la procedencia de la fuerza que sostenía a los huelguistas poblanos, cerró la fábrica de Río Blanco y dejó sin trabajo a los obreros, quienes formaron pronto la ofensiva, declararon la huelga y formularon sus demandas. No obstante, los seis mil obreros y sus familias empezaron a pasar hambre y se dirigieron a Díaz para pedir su clemencia.
Díaz simuló investigar y pronunció su fallo, pero los obreros volvieron a trabajar en las mismas condiciones.
Los huelguistas habían pasado hambre y a su regreso demandaron provisiones alimenticias que les fueron negadas. Fue entonces cuando Margarita Martínez exhortó al pueblo a tomar por la fuerza las provisiones. La gente saqueó la tienda, la incendió después y por último prendió fuego a la fábrica. Los soldados aparecieron inmediatamente y descargaron sus fusiles contra la multitud. Fue una verdadera masacre en donde se cree que murieron entre 200 y 800 personas.
Los obreros sindicalizados son mejor pagados. Existen varios sindicatos: la Gran Liga de Trabajadores Ferrocarrileros con 10 mil miembros; el sindicato de mecánicos, con 500 miembros; el sindicato de calderos con 1500; el de carpinteros con 1500; el de herreros con 800 miembros; y el Sindicato de Obreros del Acero y fundiciones de Chihuahua, con 500 miembros.
Han ocurrido varias huelgas de estos obreros. En 1905 fueron los cigarreros, poco después los mecánicos; la huelga de la Gran Liga de Trabajadores Ferrocarrileros que ocurrió en la primavera de 1908 y la huelga de Tizapán, cuyos huelguistas morían de hambre al igual que en Valle Nacional.

### Capítulo 12: Críticas y comprobaciones
Cuando el escritor de este libro, Kenneth Turner, publicó los artículos en The American Magazine, muchas revistas, periódicos, editores y personas particulares de los Estados Unidos corrieron a defensa de Díaz. Existen otros escritores como Herman Whitaker que han comprobado también en sus artículos los relatos del autor. Evidentemente, varios estadounidenses, dueños de haciendas en México, defendieron el sistema de Díaz y trataron de justificarlo con argumentos falsos. Entre ellos George S. Gould, Guillermo Hall, señor Thompson (dueño de haciendas de henequén), los publicistas William Randolph Hearst y Otheman Stevens, entre otros.
Los capitalistas estadounidenses apoyan a Díaz porque esperan que mantenga siempre barata la mano de obra mexicana, y que la oferta de este los ayude a romper la espina dorsal de las organizaciones obreras de los Estados Unidos, ya sea mediante la transferencia de parte de su capital a México o mediante la importación de trabajadores mexicanos a los Estados Unidos.

### Capítulo 13: El contubernio de Díaz con la prensa estadounidense
Existe una extraña y misteriosa resistencia en los poderosos periodistas estadounidenses para publicar cualquier cosa que perjudique al Porfirio Díaz y también se manifiestan en ellos un notable deseo de publicar lo que halague al dictador. De pronto, los artículos del autor dejaron de aparecer en la revista y la investigación se detuvo, en su lugar publicaron artículos más suaves.
Díaz controla todas las fuentes de noticias y los medios de transmitirlas. Los periódicos se reprimen o subsidian a capricho del Gobierno. Las verdaderas noticias de México no pasan las fronteras y los libros que describen con verdad los hechos en México son suprimidos o comprados, aun cuando se publiquen en los Estados Unidos.
Cuando ocurrieron las arbitrarias persecuciones de 1907 en Los Ángeles, California, contra Magón, Villareal, Rivera, Sarabia, De Lara, Modesto Díaz, Arizmendi, Ulibarri y otros mexicanos enemigos políticos de Díaz, se advirtió con claridad a los periódicos que se debían poner un bozal. Los periódicos de la ciudad podrían sacar en 24 horas a esos hombres, pero no se lo proponen porque los propietarios de los periódicos están interesados en concesiones en México.
Mientras Wall Street tiene intereses en conflicto en el reparto de los Estados Unidos, Wall Street es única en la explotación de México. Esta es la razón principal de que los periódicos estadounidenses se unifiquen cuando se trata de alabar a Díaz. Por medio de la propiedad, o casi propiedad de revistas, periódicos y casas editoras, y por el procedimiento de repartir el dinero destinado a anuncios y propaganda, Wall Street ha podido suprimir la verdad y mantener la mentira acerca del México de Díaz.

### Capítulo 14: Los socios estadounidenses de Díaz
Los Estados Unidos de América son socios en la esclavitud que existe en México. El poder policiaco de este país se ha usado en la forma más efectiva para destruir el movimiento de los mexicanos destinado a abolir la esclavitud, y para mantener en su trono al principal tratante de esclavos: Porfirio Díaz.
Este apoyo se debe a que hay 900 millones de dólares de capital estadounidense invertido en México, y este dinero es un argumento concluyente contra cualquier crítica al Presidente Díaz. Entonces no es de extrañar que en México exista un creciente sentimiento antiestadounidense. La asociación del capital estadounidense con Díaz ha deshecho al país como entidad nacional.
La firma M. Guggenheim Sons posee todas las grandes fundiciones y propiedades mineras de México. La Standard Oil Co. Controla el 90 % del comercio de combustible. American Sugar Trust tiene asegurado el monopolio del negocio del azúcar. El Inter-Continental Rubber Co se halla en posesión de millones de hectáreas huleras de México. La compañía de Wells-Fargo Express, mantiene un monopolio del negocio de transportes por express. E. N. Brown, presidente de Ferrocarriles Nacionales de México es miembro del consejo directivo del Banco Nacional de México, mediante el cual se efectúan todas las negociaciones financieras del Gobierno mexicano. Los herederos de Harriman son dueños de un millón de hectáreas de terrenos petrolíferos en la región de Tampico y varios otros estadounidenses tienen propiedades agrarias por millones de hectáreas.
La razón por la cual Díaz entregó al país en manos de los estadounidenses estriba en que estos tenían más dinero para pagar privilegios especiales. También los estadounidenses trabajan con esclavos: los compran, los explotan, los encierran, los azotan, los matan, exactamente igual que otros empresarios de México.
Los Estados Unidos intervendrían con un ejército para mantener a Díaz o a un sucesor que continúe con la especial asociación con el capital estadounidense.
La esclavitud que produce utilidad puede mantenerse mejor bajo la bandera mexicana y México se puede mantener para Estados Unidos como una colonia de esclavos. No hay necesidad de anexarlo, pues una vez anexado, el pueblo estadounidense podría protestar. El Presidente estadounidense Traft y el procurador general Wickersham, a petición del capital americano, ya han puesto al gobierno de Estados Unidos al servicio de Díaz para ayudarle a aplastar una incipiente revolución.

### Capítulo 15: La persecución estadounidense de los enemigos de Díaz
Entre el periodo de 1905 y 1910 han sido encarcelados en los Estados fronterizos centenares de refugiados mexicanos y han ocurrido muchos intentos para regresarlos a México para que el Gobierno de Díaz les aplique sus propios métodos sumarios. Asimismo, cualquier mexicano en Estados Unidos a quien se le pudiera comprobar que era miembro del Partido Liberal, se hallaba en peligro de extradición por homicidio y robo. Entre los muchos mexicanos detenidos en 1906, varios fueron deportados en grupo por los funcionarios de migración, aunque no existe pretexto legal para deportar a nadie por ser refugiado.
Casi en todas las ciudades estadounidenses cercanas a la frontera, los cónsules fungen como espías, perseguidores y sobornadores. Están provistos de mucho dinero que gastan libremente para alquilar malhechores y detectives, y para sobornar a funcionarios estadounidenses. En diversas ocasiones han suprimido periódicos y han hecho encarcelar a sus directores, así como han disuelto clubes políticos.
Ricardo Flores Magón, presidente del Partido Liberal ha radicado en los Estados Unidos durante seis años y medio y casi todo ese tiempo lo ha dedicado a tratar de escapar a la muerte, y más de la mitad lo ha pasado en prisiones estadounidenses, sin otro motivo que el de oponerse a Díaz. Flores Magón y sus compañeros enfrentaron cargos distintos: resistencia de autoridad, homicidio y robo, difamación en grado penal y conspiración para violar las leyes de neutralidad; este último cargo era el más utilizado por el Gobierno para inculpar a los opositores de Díaz.
La persecución general de refugiados políticos mexicanos continuó sin cesar hasta junio de 1910, cuando el escándalo se hizo tan grande que se llevó el asunto ante el Congreso estadounidense. Flores Magón, Villareal y Rivera iban a ser procesados por otros cargos pero el 3 de agosto fueron puestos en libertad sin volvérseles a arrestar.

### Capítulo 16: La personalidad de Díaz
El poder de Díaz ha deslumbrado a los hombres y los ha acobardado hasta el punto de que no tienen valor para mirar con fijeza para advertir la carroña que hay detrás. Su buena fama en el extranjero se debe a tres cosas: 1º que Díaz ha hecho “el México moderno”, 2º que ha traído una tranquilidad a México y por tanto, debe considerársele como una especie de príncipe de la paz y 3º que es un modelo de virtudes en su vida.
La realidad es que México no es moderno ni industrialmente ni en materia de educación pública, ni en su forma de gobierno. Su sistema de gobierno es digno del Egipto de hace 3 mil años.
Antes de que Díaz llegara al poder supremo, había sido soldado profesional y luchó en la Guerra de Tres Años que liberó al país de la Iglesia Católica. Díaz luchó durante 20 años del lado de México y del patriotismo. Benito Juárez lo fue ascendiendo de puesto poco a poco, hasta que a la caída de Maximiliano, Díaz alcanzó el rango de mayor-general. Después del derrocamiento, reinó la paz en México gracias a Juárez; sin embargo, el ambicioso Díaz conspiró y encendió una rebelión tras de otra con el propósito de conquistar el poder supremo de la nación. Juárez se enteró del complot envió al general Escobedo para controlar la situación. Cuando Juárez murió en julio de 1872, Díaz era fugitivo de la justicia.
Tanto el Gobierno de Juárez como el de Lerdo, su sucesor, sostuvieron una paz política antimilitarista. En consecuencia, los jefes militares se unieron a Díaz en su rebelión porque sentían que el poder se les iba de las manos.
Si a Díaz se le puede considerar inteligente, es una inteligencia criminal. La limpieza personal, la temperancia y la virtud conyugal no determinan en lo más mínimo la reputación de un hombre como estadista. Díaz tiene las facultades personales como genio para la organización, agudo juicio de la naturaleza humana y laboriosidad; pero estas virtudes son utilizadas para hacer el mal y pueden muy bien agregarse a sus vicios. Nunca aprendió el inglés ni ninguna lengua extranjera. Nunca lee excepto recortes de prensa y libros acerca de sí mismo; nunca estudia excepto el arte de mantenerse en el poder. No le interesa la música, ni el arte, ni la literatura, ni el teatro. Ha sido severo, áspero, hasta brutal en el trato de sus enemigos. La crueldad constituye parte de su herencia; su padre era domador de caballos y notable por ese rasgo. Es cruel y vengativo y su nación ha sufrido mucho por esa causa, sin embargo, afirman que no es valiente, sino un cobarde, pusilánime y rastrero. Cuando ocurrió el levantamiento de Las Vacas, Díaz se enfermó de modo repentino, como síntoma de un terror pánico agudo. La hipocresía lo caracteriza y lo dota, bebe mucho y se emborracha. Tanto su vanidad como su falta de refinamiento y gusto se evidencian en la ordinariez y ridiculez de las alabanzas que premia y con las cuales se complace. Es el hombre más rico de México, pero mantiene sus negocios financieros tan ocultos que hay poca gente que pueda calcular la cuantía de sus bienes. Al casarse con Carmelita, Díaz mató tres pájaros de un tiro; pues ella era ahijada de Lerdo de Tejada y atenuó la amistad de los amigos de Lerdo, ganó el apoyo de su suegro y se aseguró el apoyo de la Iglesia.
Cualquier deseo que abrigue para el bienestar de su país es oscurecido y borrado por la ambición personal de mantenerse en el poder toda la vida.

### Capítulo 17: El pueblo mexicano
En la estimación de los estadounidenses amigos de Díaz, la pereza es el vicio cardinal del mexicano, no obstante, han aceptado que cuando recibe alimento y recupera su fuerza, son muy buenos trabajadores.
Se le considera fanático religioso, pero si los gobernantes del país hubieran sido más inteligentes y hubieran dado al pueblo la más ligera idea de esplendor fuera de la Iglesia, la influencia del sacerdote habría sido menos intensa de lo que es ahora.
El país se halla terriblemente atrasado en el uso de maquinaria moderna, y por eso se acusa al mexicano de no ser progresista. Pero no es el peón ordinario, sino el amo, quien decide la cantidad de maquinaria que debe usarse en el país y como en México la carne y la sangre humana son más baratas que la maquinaria, es más barato poseer un peón que un caballo.
Se acusa al pueblo mexicano de ser ignorante, como si esto fuera un crimen. Dicen también que es feliz, pero una persona sin libertad no puede ser feliz. Afirman que el carácter hispanoamericano es incapaz de ejercer la democracia, y por lo mismo necesita la mano de un dictador, pero esta afirmación corresponde a intereses opresores que impiden el desarrollo democrático y libre de la nación.
El mexicano es una raza mestiza (48 %), en parte indígena (38 %) y en parte española (19 %). Es un pueblo versátil pero de pasiones violentas y energía inconstante. En sus realizaciones modernas está a la zaga de los países de Europa occidental.
En la actualidad, los países hispanoamericanos todavía están gobernados por dictadores, debido al apoyo otorgado a estos por los gobiernos extranjeros que se oponen a los movimientos democráticos incluso por la fuerza de las armas. Díaz no es solo el único dictador apoyado por los Estados Unidos a requerimiento de Wall Street. Así, para dondequiera que se mire, se comprueba que los defectos, los vicios de México, está en el sistema de Díaz.